# PL/SQL
PL/SQL (Procedural Language/Structured Query Language) és un llenguatge de programació propietari d'Oracle que s'emmagatzema en les bases de dades Oracle i que estén el llenguatge SQL. Aquest tipus de llenguatge i els programes que es realitzen reben sovint el nom de procediments emmagatzemats. (Altres bases de dades relacionals ofereixen llenguatges similars.) La sintaxi de PL/SQL és molt similar a la del llenguatge Ada.

## Funcionalitat
PL/SQL és un llenguatge procedimental complet que incorpora variables, estructures de control, vectors i gestió d'excepcions. A partir de la versió 8 d'Oracle també s'han inclòs funcionalitats associades a la programació orientada a objectes.
L'estreta relació entre l'SQL i el PL/SQL a Oracle permet tant la inclusió directa de comandes d'SQL dins dels procediments PL/SQL, com la inclusió de funcions i procediments PL/SQL dins de les comandes SQL. Un programador pot interaccionar amb la base de dades mitjançant ordres imperatives que executin procediments de forma similar a com interaccionaria amb SQL. A més a més, les comandes SQL poden causar l'activació de disparadors (en anglès triggers) en certes circumstàncies predefinides.
Els procediments emmagatzemats PL/SQL (funcions, procediments, paquets i disparadors) es compilen i queden desats dins la base de dades Oracle.

## Llenguatges similars
PL/SQL funciona anàlogament a altres llenguatges procedurals integrats dins de bases de dades relacionals. Sybase i Microsoft SQL Server tenen Transact-SQL, PostgreSQL té PL/pgSQL (que intenta emular PL/SQL), i IBM DB2 inclou SQL Procedural Language (SQL PL).